# Heath Miller
Heath Miller (nacido el 15 de julio de 1983 en Pineville, Virginia Occidental, Estados Unidos) es un luchador profesional estadounidense, quien trabajó para Impact Wrestling bajo el nombre de Heath.
Es conocido por su paso en la WWE más conocido por su nombre como Heath Slater, Miller estudió en la escuela de lucha libre WWA4 en Atlanta, Georgia, donde después de firmar un contrato de desarrollo con WWE en 2006, concursaría en la primera temporada de WWE NXT en 2010, donde terminó cuarto.
Entre sus logros se destaca un reinado como Campeón Peso Pesado de Florida, un reinado como Campeón Sureño Peso Pesado de Florida y un reinado como Campeón en Parejas de Florida en el territorio de desarrollo Florida Championship Wrestling (FCW). Además, se destacan cinco reinados como Campeón en Parejas de la WWE y un reinado como Campeón en Parejas de SmackDown junto a Rhyno, siendo además los campeones inaugurales. También se le destaca un reinado su primer y único título individual como 
Campeón 24/7 de la WWE.
Durante su carrera, Slater ha sido líder de las facciones 3MB y The Social Outcasts, y ha formado parte de las facciones The Nexus y The Corre.

## Carrera

### WWA4 Pro Wrestling School (2004-2006)
Entrenado por Curtis Hughes en la WWA4 Pro Wrestling School en Atlanta, Georgia, Miller hizo su debut en agosto de 2004. Después de su debut, Miller participó en varias promociones independientes del sur de Estados Unidos, incluyendo la Georgia Championship Wrestling y NWA Wildside. Durante el 2004, mientras entrenaba en WW4 Pro Wrestling School, Miller apareció en un capítulo de la serie Blue Collar TV.

### World Wrestling Entertainment / WWE (2006-2020)

#### Deep South Wrestling (2006-2007)
En diciembre de 2006, Miller firmó un contrato con la WWE y fue asignado a la Deep South Wrestling (DSW) en Atlanta, Georgia. 

#### Florida Championship Wrestling (2007-2010)

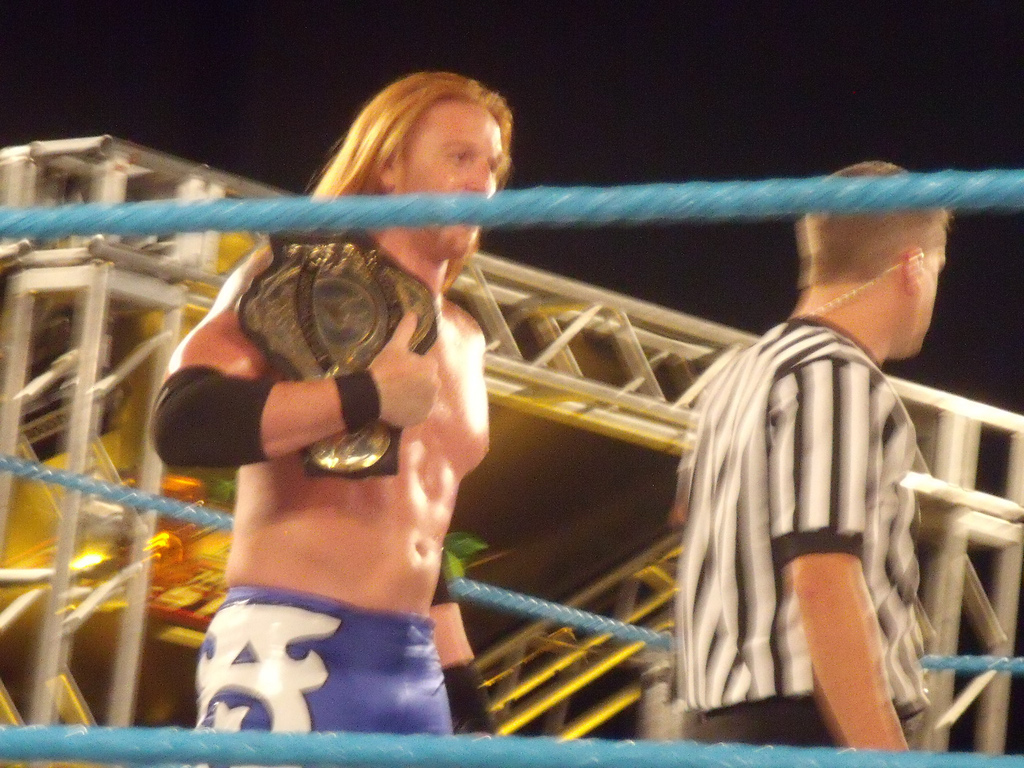
Slater como Campeón de la FCW en 2009.

Cuando la WWE se separó de la DSW, fue trasladado a la Florida Championship Wrestling (FCW) en Tampa, Florida. En junio de 2007, Miller apareció como mánager de Shawn McGrath bajo el nombre de Heath Wallace Miller Esq.. Desde ese entonces, Miller volvió a usar su nombre real, luchando como mánager de McGrath y como luchador individual.
Miller comenzó a defender el Campeonato Sureño Peso Pesado de la FCW en ayuda del campeón, Ted DiBiase, Jr., quien sufrió una lesión. Ted dejó el campeonato y el 19 de enero de 2008, Miller fue declarado campeón.
Durante el show semanal de la FCW del 22 de marzo de 2008, Miller luchó frente al Campeón Peso Pesado de Florida de la FCW Jake Hager en un combate de unificación de títulos, en el cual fue derrotado. El 11 de septiembre de 2008, ganó el Campeonato en Parejas de Florida junto con Joe Hennig, al derrotar a Scotty Goldman & Kafu y Nic Nemeth & Gavin Spears. En septiembre de 2008 cambió su nombre a Sebastian Slater. El 13 de agosto de 2009 derrotó a Tyler Reks, ganando el Campeón Peso Pesado de Florida de la FCW en una lucha donde también participó Joe Hennig, Pero el 24 de septiembre fue derrotado por PJ Black perdiendo así el Campeón Peso Pesado de Florida de la FCW. 
El 16 de febrero de 2010, Miller, que ahora usa el nombre de ring Heath Slater, fue uno de los ocho luchadores de FCW que compitieron en la primera temporada del nuevo programa de NXT, con Christian como mentor de su historia. En el episodio inaugural de NXT, Slater debutó como face cuando él y Christian derrotaron a Carlito y Michael Tarver en una lucha por equipos. Dos semanas después, Slater derrotó a Carlito, convirtiéndose en el primer novato de NXT en derrotar a un profesional de la WWE. En el episodio del 30 de marzo de NXT, quedó cuarto de ocho novatos en la primera encuesta de profesionales. En el episodio del 6 de abril, Slater ganó un concurso de transporte de barriles contra todos los demás novatos. Esto resultó en que él estuviera en el evento principal esa noche, un partido contra Kane, que perdió. En una sorpresiva victoria el 20 de abril, Slater derrotó a Chris Jericho en el evento principal de NXT. Sin embargo, Slater se mantuvo en cuarto lugar en la segunda encuesta de profesionales, revelada el 11 de mayo. Fue eliminado de NXT el 25 de mayo, quedando en último lugar en la encuesta de profesionales.

#### 2010-2011

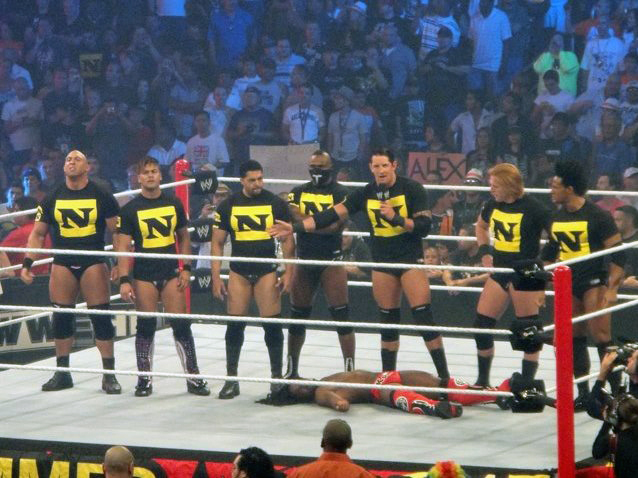
Slater (segundo desde la derecha) con el resto de The Nexus en SummerSlam.

En la edición del 7 de junio de Raw, él y los 7 rookies de NXT, atacaron salvajemente a John Cena, CM Punk, a los comentaristas y destruyeron todo, cambiando junto a sus compañeros a heel. Semana tras semana, los Rookies atacaban Raw, y llegaron hasta Fatal 4-Way, donde evitaron que John Cena retuviera el título, ganando la lucha Sheamus. En la edición siguiente de Raw fueron contratados por Vince McMahon, al cual atacaron al final del programa, siendo solo contratados 7 rookies debido al despido de Daniel Bryan, formando The Nexus. The Nexus continuaron su feudo con Cena y el roster de Raw, lo que resultó en una lucha de equipos en SummerSlam. Durante la lucha, Slater eliminó tanto a Chris Jericho como a Edge. Luego, Slater fue eliminado de la lucha por Daniel Bryan, en última instancia, el equipo de Cena ganó cuando Cena eliminó a Gabriel y luego a Barrett para ganar la lucha.
En octubre de 2010, Cena se vio obligado a unirse a The Nexus como resultado de perder ante Barrett en Hell in a Cell y en Bragging Rights, Cena y David Otunga ganaron los Campeonatos en Parejas de la WWE. En el episodio del 25 de octubre de Raw, Barrett ordenó una lucha en parejas, con Justin Gabriel y Slater enfrentando a Otunga y Cena por el campeonato. Gabriel y Slater ganaron cuando Barrett ordenó a Otunga permitir que Slater lo cubriera, convirtiéndose en los nuevos Campeones en Parejas. En Survivor Series retuvo junto a Gabriel los Campeonatos en Parejas de la WWE frente a Santino Marella & Vladimir Kozlov. Sin embargo, el 6 de diciembre en Raw los perdieron ante los mismos en una lucha en la que también participaron The Usos y Mark Henry & Yoshi Tatsu. En TLC: Tables, Ladders & Chairs intentaron recuperar los títulos pero fueron derrotados por descalificación por la interferencia del miembro de Nexus Michael McGillicutty.

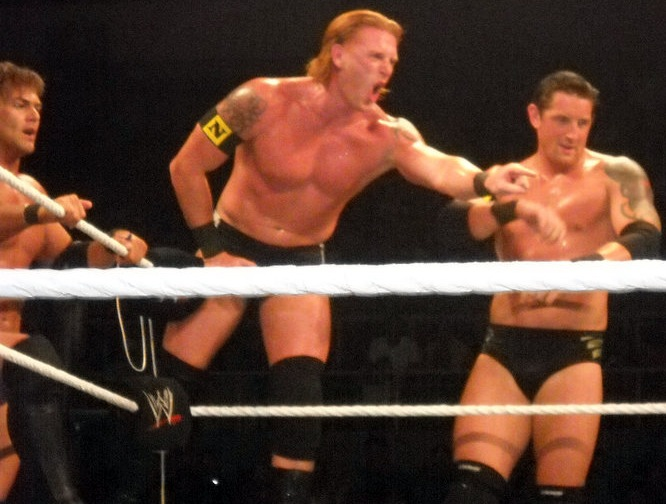
Heath Slater como parte de The Nexus en 2010.

En el episodio del 10 de enero de 2011 de Raw Gabriel y Slater se negaron a tomar parte en la iniciación del nuevo líder de The Nexus CM Punk y abandonaron el grupo. Al día siguiente, en las grabaciones del 14 de enero de SmackDown, Gabriel y Slater ayudaron a su exlíder Wade Barrett y Ezekiel Jackson a atacar a Big Show. La siguiente semana, Gabriel, Slater, Barrett y Jackson anunciaron que habían formado un nuevo grupo llamado The Corre. Participó en el Royal Rumble, pero no logró ganar. Ambos tuvieron una oportunidad por el Campeonato en Parejas de la WWE, pero perdieron por descalificación cuando Wade Barrett intervino para atacar a Santino Marella. El 20 de febrero de 2011 en Elimination Chamber, Slater & Gabriel derrotaron a Vladimir Kozlov & Santino Marella ganando los Campeonatos de Parejas de la WWE. La noche siguiente en Raw perdieron y recuperaron los campeonatos ante John Cena y The Miz. En WrestleMania XXVII The Corre se enfrentó a The Big Show, Kane, Kofi Kingston & Santino Marella, pero perdieron el combate.
El 19 de abril de 2011 en las grabaciones de SmackDown en Londres (emitidas el 22 de abril) Slater y Gabriel perdieron los Campeonatos en Parejas de la WWE en un combate ante Big Show & Kane. Tras la lucha, Slater abofeteó a Gabriel. Después de semanas de luchar como parte de The Corre él y Gabriel le dijeron a Barrett que The Corre había terminado. El 12 de julio él y Gabriel se separaron, cambiando a heel. En WWE Money in the Bank, participó en el SmackDown Money in the Bank Ladder Match, pero fue derrotado por Daniel Bryan. El 17 de octubre, fue suspendido 30 días por fallar un test antidrogas. Hizo su regreso en la edición de SmackDown del 25 de noviembre siendo derrotado por Ted DiBiase.

#### 2012-2013

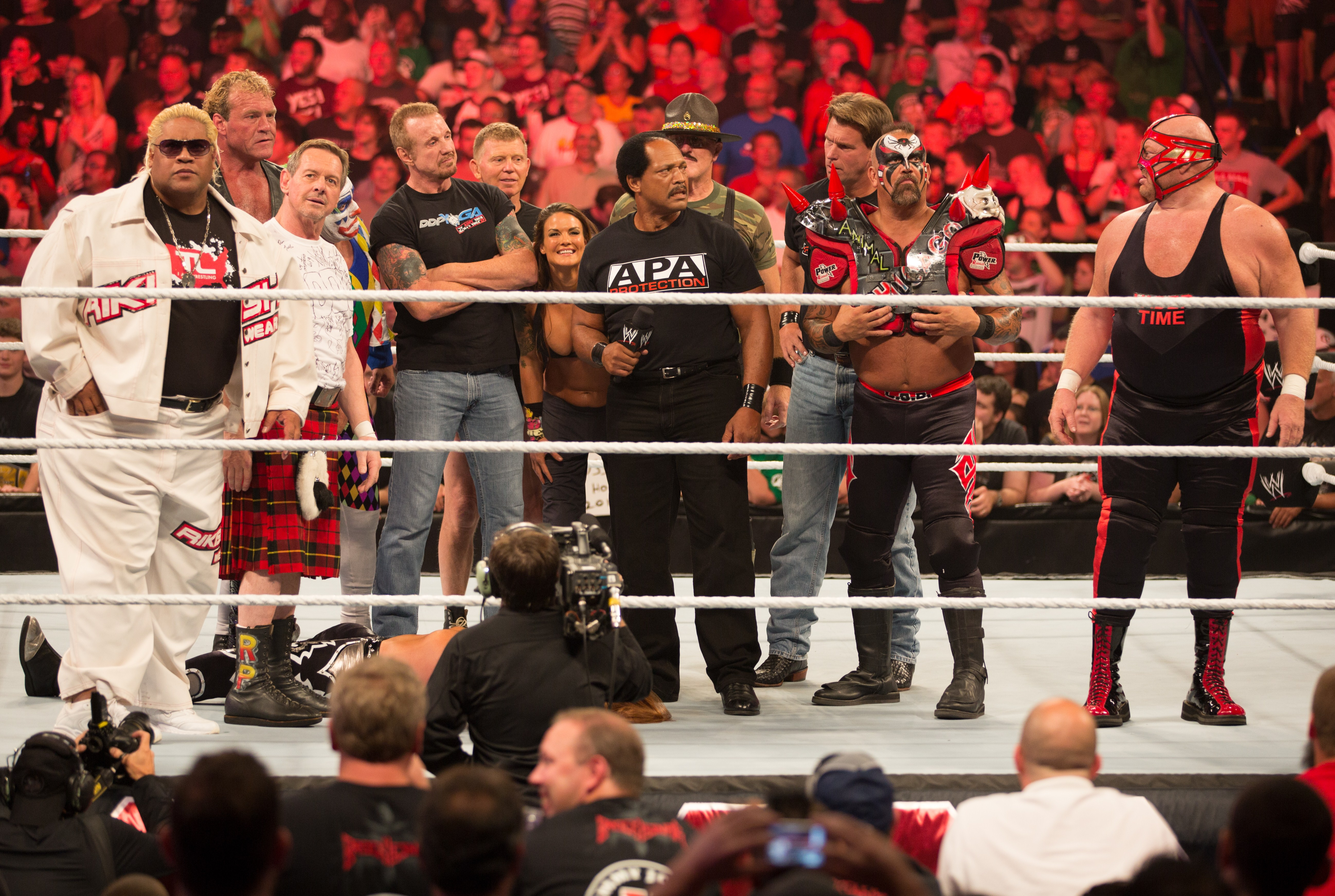
Los veteranos de la WWE celebran sobren un Slater vencido en Raw 1000.

En el Dark Match de Royal Rumble tuvo una lucha contra Yoshi Tatsu, saliendo derrotado. En Over The Limit participó en un People's Power Battle Royal Match pero no logró ganar, siendo el ganador Christian. Desde el episodio del 11 de junio de Raw, el estatus de Slater como luchador de baja notoriedad fue dejado de lado cuando empezó a competir en luchas y segmentos con veteranos de la WWE que regresaban a Raw de camino al episodio número 1000 de Raw el 23 de julio, sucumbiendo ante nombres tales como los de Vader, Sycho Sid, Roddy Piper, Wendi Richter y Cyndi Lauper, aunque se las arregló para derrotar a Doink the Clown en el episodio del 2 de julio de Raw. Después de la lucha, Diamond Dallas Page llegó al ring y estrechó la mano de Slater, aparentemente felicitándolo, antes de realizar el «Diamond Cutter» en Slater. En el episodio del 9 de julio de Raw fue derrotado por Bob Backlund después de que Backlund le aplicó el «Crossface Chickenwing» para hacer rendir a Slater. El 12 de julio en una grabación de NXT en la Full Sail University, Scotty 2 Hotty derrotó a Slater utilizando el «Worm». En el episodio del 16 de julio de Raw, Slater perdió ante Rikishi. En el episodio del 20 de julio de SmackDown, Slater perdió ante Road Warrior Animal. En el episodio número 1000 de Raw el 23 de julio, perdió ante Lita, con la ayuda de la APA y todas las leyendas ante las que Slater había perdido en las semanas anteriores en Raw.

En el episodio del 23 de septiembre de SmackDown, Drew McIntyre y Jinder Mahal interfirieron en la lucha de Slater contra Brodus Clay atacando a Clay. El trío se decidió más adelante por el nombre de Three Man Band, o 3MB para abreviar. Slater luego pasaría a convertirse en el líder temerario y seguro de 3MB. Desde octubre de 2012, 3MB acumulado muchas victorias contra Team Co-Bro (Santino Marella & Zack Ryder) y The Usos, todos ellos debido a interferencia ilegal. Drew McIntyre y Jinder Mahal a menudo interferían en las luchas de Slater a su favor, defendiendo al líder del trío.  En TLC: Tables, Ladders & Chairs, la racha de 3MB llegó a su fin a manos de The Miz, Alberto Del Rio y The Brooklyn Brawler. La noche siguiente en el show de los Slammy Awards, 3MB perdió otra vez ante Miz, Del Rio y Tommy Dreamer.

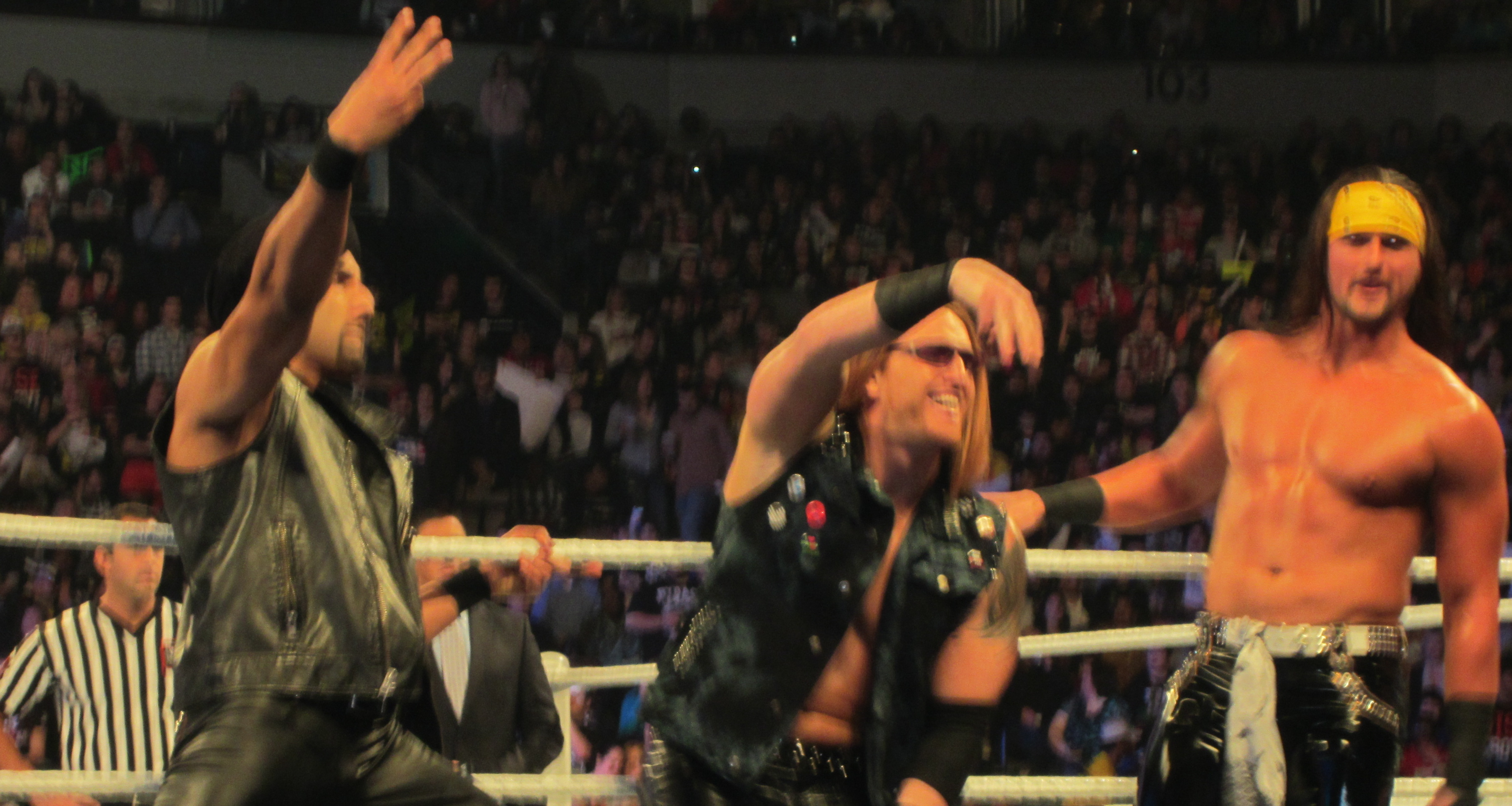
3MB en 2013.

En el 20° aniversario de Raw el 14 de enero de 2013, 3MB ganó un Over the Top Challenge contra Sheamus. Slater y McIntyre representaron a 3MB en el torneo para coronar a los inaugurales Campeones en Parejas de NXT, pero fueron derrotados en la primera ronda por Adrian Neville & Oliver Grey el 23 de enero en NXT. Participó en el Royal Rumble entrando en el número 10, pero fue eliminado por John Cena. En la edición del 12 de abril de SmackDown Slater, junto con el resto de 3MB, intentaron emboscar a Triple H cuando este se estaba dirigiendo a Brock Lesnar, sin embargo The Shield entonces salió y los atacó. El 15 de abril de Raw, 3MB llamó a The Shield, pero en cambio fue Brock Lesnar quien salió y atacó a los tres, aplicando el F-5 en Slater dos veces en la barricada. En el episodio del 29 de abril de Raw, 3MB atacó a The Shield, pero The Shield rápidamente dio vuelta a las tablas en ellos. Team Hell No entonces llegó al ring, aparentemente para ayudar a 3MB, pero The Shield escapó y Team Hell No atacó a 3MB en su lugar. En los próximos meses el grupo continuó siendo utilizado sobre todo como jobbers, mientras hacían eso en los principales programas de televisión ellos tendrían un feudo con Zack Ryder en Superstars.

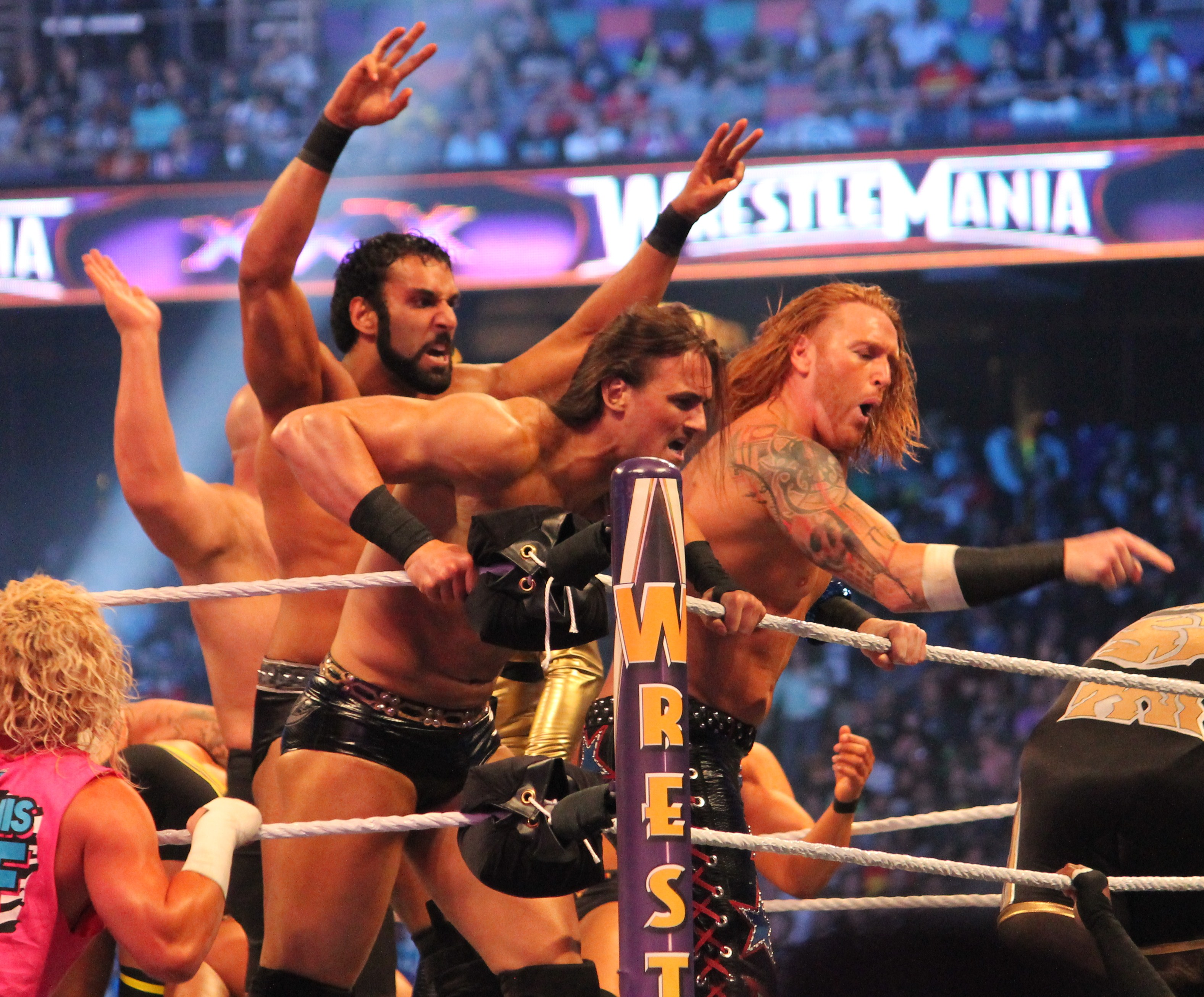
Slater junto a Drew McIntyre y Jinder Mahal en WrestleMania XXX en abril de 2014.

En el episodio del 11 de noviembre de Raw, mientras estaban en gira en el Reino Unido, 3MB cambió su nombre a The Union Jacks, pero fueron derrotados por Santino Marella y Los Matadores. En la edición del 13 de noviembre de Main Event, Slater y McIntyre derrotarían a The Prime Time Players. En el episodio del 15 de noviembre de SmackDown, The Union Jacks fueron derrotados por R-Truth y The Prime Time Players. En la edición country de Raw el 18 de noviembre, 3MB compitió como The Rhinestone Cowboys en el cual McIntyre y Mahal perdieron ante R-Truth y el debutante Xavier Woods en Nashville. Asimismo, esta tendencia de cambiar de nombre continuó acarreándole pérdidas al grupo como también perdieron ante The Prime Time Players en SmackDown, como The Fabulous 3Birds, que era un juego de palabras con el nombre del legendario equipo en parejas, The Fabulous Freebirds. En el episodio del 29 de noviembre de SmackDown, ellos fueron anunciados como The Plymouth Rockers, un juego de palabras con The Rockers, incluso saliendo con la música de entrada de The Rockers y enfrentado a Los Matadores, junto con su mascota, El Torito, pero siendo derrotados. Poco después de la lucha, Slater se tomó un tiempo de la WWE para resolver asuntos personales.

#### 2014-2015
Slater retornó en el episodio del 6 de enero de 2014 de Raw, que vio a 3MB siendo derrotado por Rikishi y Too Cool. El 4 de abril, Slater rompió su racha de derrotas, recogiendo una victoria contra Kofi Kingston en Superstars. En WrestleMania XXX, los tres miembros entraron en el André the Giant Memorial Battle Royal y eliminaron a The Great Khali y a Xavier Woods los tres juntos, antes de los tres fueron eliminados por Mark Henry. Después de WrestleMania, 3MB entró en un feudo con Los Matadores, que vio a Hornswoggle aliándose con el trío y entrando en un feudo con El Torito. 3MB ganó su primera lucha desde diciembre de 2012 después de que Slater y McIntyre vencieron a Los Matadores en la edición del 28 de abril de Raw. El 12 de junio, Jinder Mahal y Drew McIntyre fueron liberados de sus contratos con la WWE, disolviéndose así 3MB.

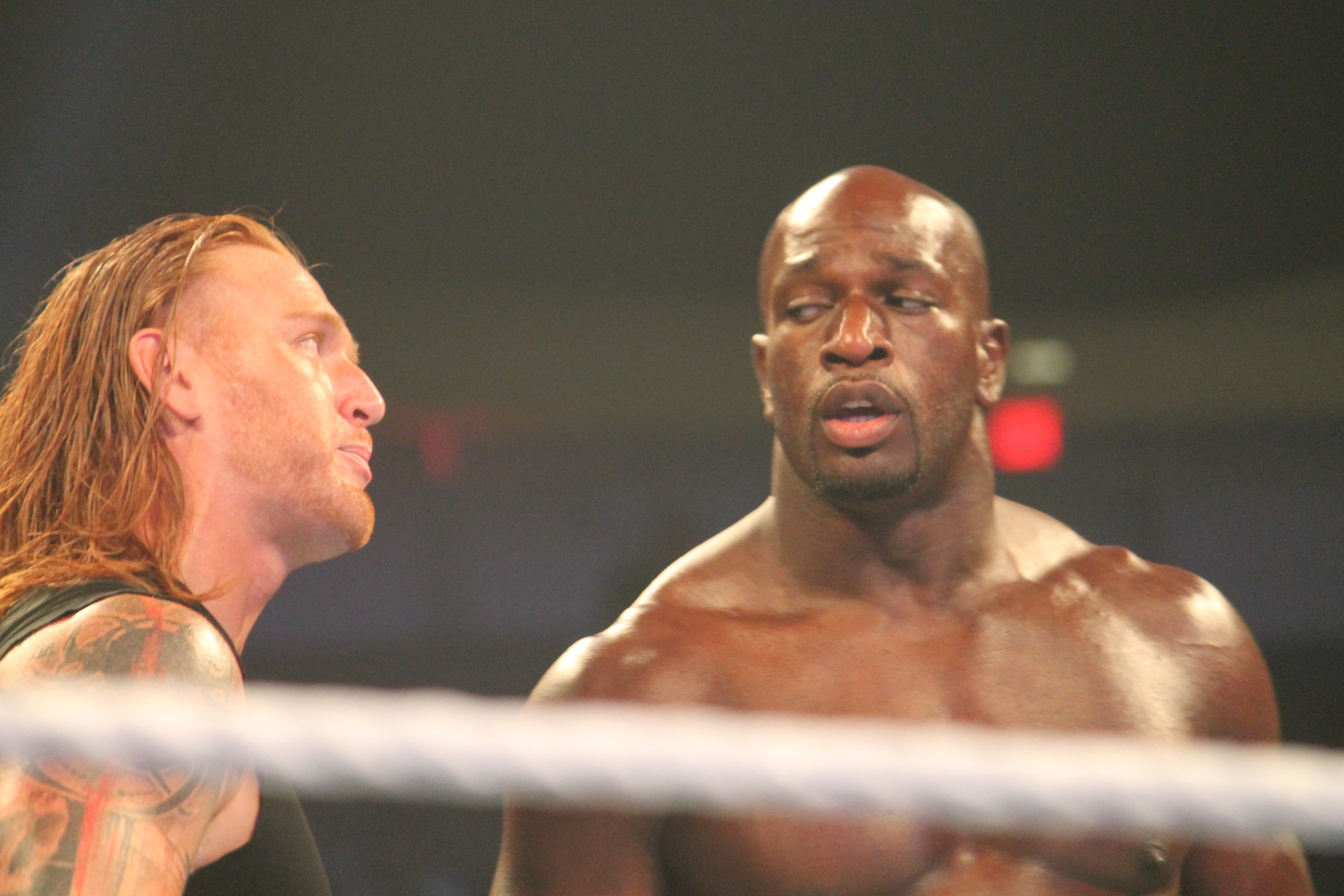
Slater-Gator En septiembre de 2014

En el episodio del 16 de junio de 2014 de Raw, Slater hizo frente a Rusev y Lana respondiendo a sus promos antinorteamericanas. Sin embargo, fue derrotado rápidamente por Rusev, quien le aplicó «The Accolade» a Slater para conseguir la victoria. En el episodio del 26 de junio de Superstars, Slater siguió siendo un heel cuando se enfrentó a Adam Rose en una derrota. En el episodio del 11 de julio de SmackDown, Slater hizo equipo con Titus O'Neil para hacer frente a The Usos, en la cual Jimmy y Jey Uso ganaron la lucha. En Battleground, Slater compitió en una batalla real por el vacante Campeonato Intercontinental; Slater no ganó la lucha, pero logró eliminar a Cesaro de manera inesperada y recibió la mayor ovación en su carrera de la multitud, antes de que luego fuera rápidamente eliminado por Sheamus. En el episodio del 21 de julio de Raw, Slater se enfrentó con Flo Rida por su anterior enfrentamiento en WrestleMania 28. Esto dio lugar a Flo Rida empujando nuevamente a Slater al piso. Slater comenzó entonces a hacer equipo regularmente con Titus O'Neil. En el episodio del 29 de julio de Main Event, Slater y O'Neil fueron anunciados como "Slater Gator" y recogieron su primera victoria sobre Tyson Kidd y Zack Ryder. En el episodio del 1 de agosto de Superstars, Slater y O'Neil derrotaron a Sin Cara y Zack Ryder. En el episodio del 4 de agosto de Raw, Slater recogió una inesperada victoria sobre Seth Rollins en un Beat The Clock Challenge Match, después de ser puesto en la lucha por The Authority para sustituir a Rob Van Dam. En el episodio del 5 de agosto de Main Event, Slater y O'Neil derrotaron a Stardust & Goldust. Tuvieron un feudo con Adam Rose y The Bunny. Días después recibió una orden de busca y captura. Fue detenido, al final de cuentas la orden fue retirada.
Volvió el 12 de febrero en SmackDown, enfrentándose junto con Titus O'Neil en un Tag Team Turmoil a Roman Reigns y Daniel Bryan, siendo rápidamente derrotado por el primero. Después de que Titus O'Neil lo abandonara, hizo pareja ahora con Curtis Axel, para enfrentarse a The Lucha Dragons, pero perdieron. El 20 de abril en Raw fue atacado por Randy Orton quien le aplicó un RKO sobre una mesa en bastidores. El 27 de abril respondió el reto abierto de John Cena por el United States Championship pero fue atacado por Rusev mientras hacia una promo. El 4 de mayo en Raw interrumpió a Bret Hart y a John Cena para volver a responder el reto abierto sin embargo fue atacado por Bret Hart con el micrófono. El 19 de junio en Main Event fue derrotado por King Barrett cambiando a face. Durante Las grabaciones de Main Event del 18 de agosto fue derrotado por Hornswoggle. Hizo su regreso el 23 de noviembre diciendo que iba a afinar unos tonos de guitarra hasta que entra Ryback a quien le pega con la guitarra, cambiando a heel. Fue usado como el jobber de Ryback por un tiempo. Su última aparición en televisión fue en una fiesta, donde él le dio comida podrida al The New Day y luego Adam Rose se las tiró encima. Debido a las excesivas derrotas de Slater (ninguna victoria en 2015) la gente empezó a apoyarlo de tal manera que terminó 8avo en la elección a WWE Superstar of the Year de los Slammy Awards de 2015.

#### 2016-2018

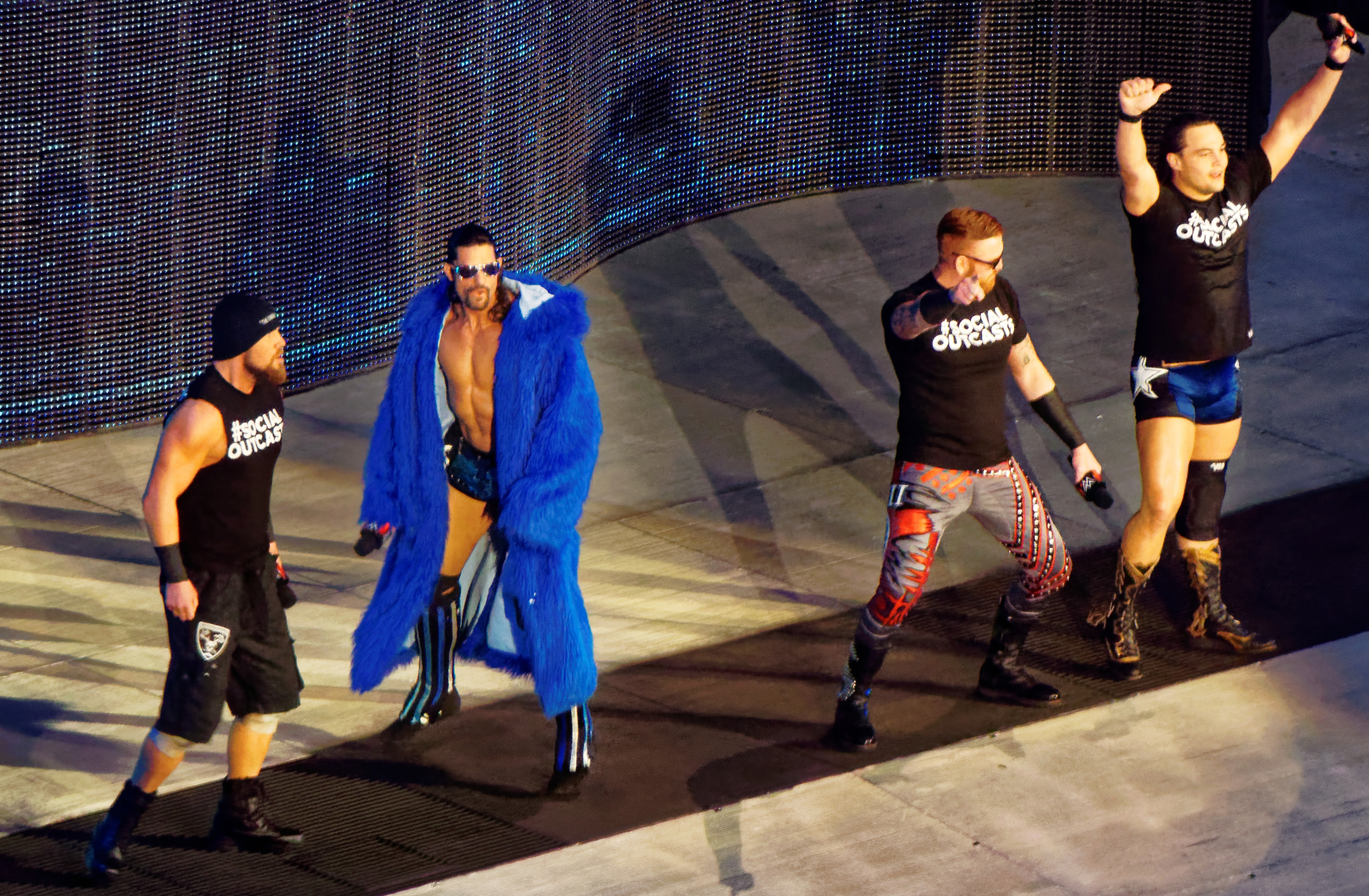
The Social Outcasts en abril de 2016

El 4 de enero de 2016 en Raw, derrotó a Dolph Ziggler gracias a la interferencia de Adam Rose, Curtis Axel y Bo Dallas, formando junto a ellos el stable Social Outcasts y siendo la primera victoria televisada de Slater en más de 18 meses. La siguiente semana en Raw Slater junto a Rose, Axel y Dallas hicieron su debut oficial como equipo en una pelea de equipos de 8 hombres contra The Wyatt Family la cual perdieron por descalificación después de que Ryback interviniera atacando a sus oponentes. The Social Outcast ayudaron a Ryback contra The Wyatt Family ahuyentandolos del ring mostrando actitudes face. El 14 de enero en el episodio de Smackdown, los cuatro derrotaron al equipo de Goldust, Damien Sandow, Jack Swagger y Zack Ryder en una lucha en parejas. El 18 de enero, el episodio de Raw que sufrió una aplastante derrota ante Big Show. La noche siguiente en Main Event Slater y Axel derrotaron The Dudley Boyz en un combate por parejas. El 15 de febrero en la edición de Raw Slater derrotó a Zack Ryder con la ayuda de los Social Outcasts. El 17 de marzo, en Smackdown, The Social Outcasts anunció que serían los primeros participantes en el 3ª André The Giant Memorial Battle Royal en Wrestlemania 32. Después de esto fueron atacados por Dean Ambrose. En Wrestlemania 32, participó junto a sus compañeros de The Social Outcasts pero ninguno logró ganar.
El 19 de julio en SmackDown, fue el único luchador que no fue escogido por ninguna de las dos marcas en el Draft 2016. A pesar de eso, el 26 de julio en SmackDown, apareció exigiendo un contrato en SmackDown, pero fue atacado por Rhyno. El 1 de agosto en Raw, se presentó junto con Jinder Mahal (quien hacía su regreso) nuevamente exigió un contrato pero Mick Foley se presentó para anunciar una lucha entre Mahal y Slater donde el ganador pertenecería a Raw, siendo Mahal el ganador. El 2 de agosto en SmackDown, se presentó ante Daniel Bryan tras bastidores para exigirle otra oportunidad donde Bryan le comunicó que si Slater derrotaba a su oponente, estaría dentro de SmackDown. El 9 de agosto en SmackDown, se enfrentó a Rhyno por un contrato con la marca azul, pero fue vencido. El 15 de agosto en Raw, regresó a para exigir un contrato y retó a Brock Lesnar para obtenerlo, pero Lesnar le aplicó varios suplexes y un F5. El 16 de agosto en SmackDown, volvió para solicitar un contrato pero Randy Orton le propuso pelear con él a cambio de uno. Esa misma noche, ganó por descalificación después de que Orton no parara de atacarlo y le aplicara algunos suplexes y un RKO. Tras esto, Shane McMahon y Daniel Bryan le negaron el contrato debido a que no venció a Orton como debería. 

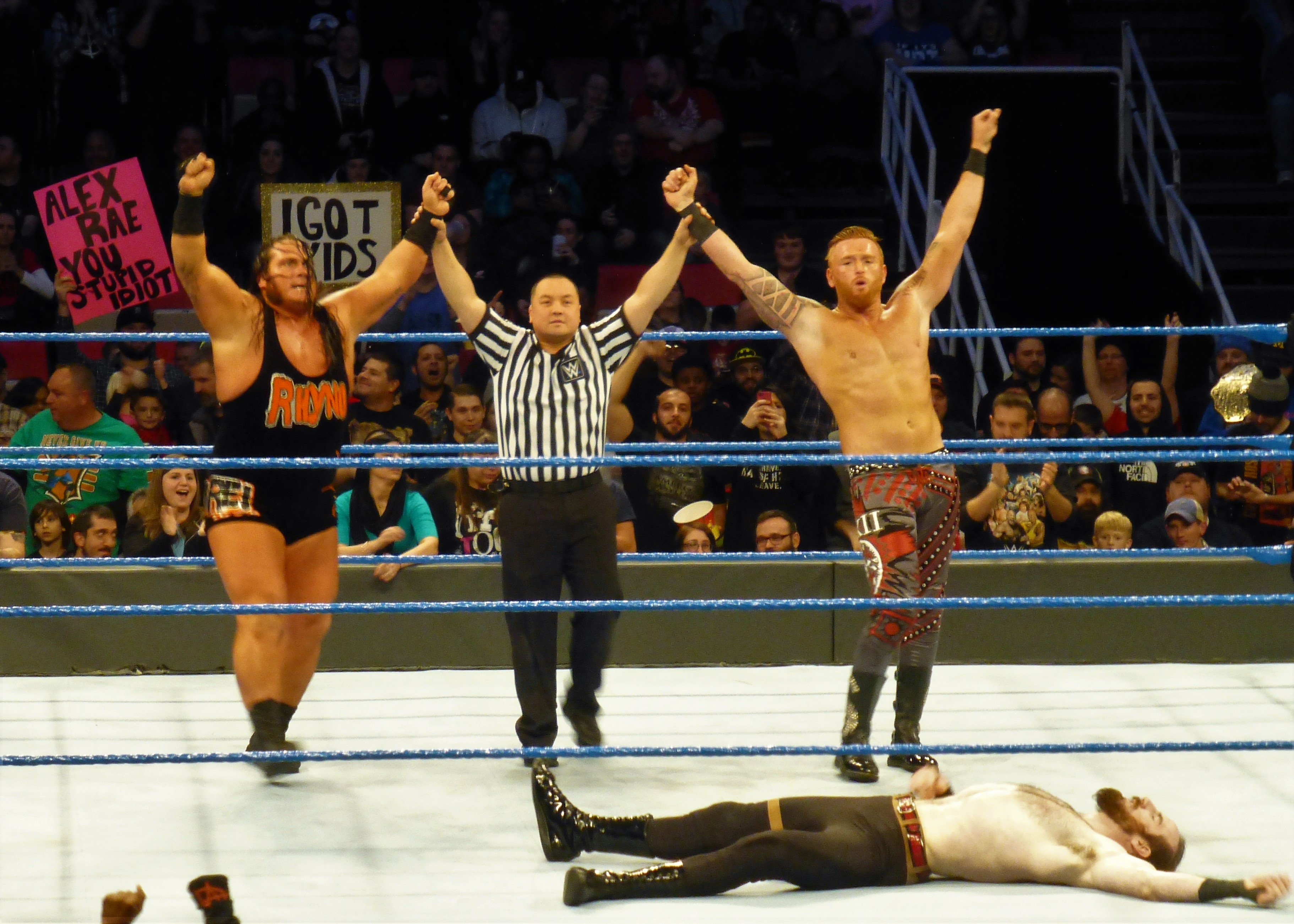
Slater (derecha) y Rhyno después de una victoria en diciembre de 2016.

El 23 de agosto en SmackDown, interrumpió la ceremonia de creación del Campeonato Femenino SmackDown de WWE y de los Campeonatos SmackDown en Parejas de WWE solicitando una nueva oportunidad para ser contratado pero Daniel Bryan le sugirió que si quería un contrato, debería formar un equipo con cualquier luchador de SmackDown para participar en el torneo por los Campeonatos SmackDown en Parejas de WWE. Esa misma noche, tras algunos intentos fallidos, logró aliarse con Rhyno para participar en dicho torneo cambiando a face. El 30 de agosto en SmackDown, derrotó junto a Rhyno a The Headbangers, clasificando a las semifinales del torneo.
El 6 de septiembre en SmackDown, Slater y Rhyno derrotaron a The Hype Bros avanzando a la fase final. En Backlash, derrotaron a The Usos, ganando así los Campeonatos en Parejas de SmackDown. El 13 de septiembre en SmackDown, logró obtener un contrato para SmackDown. Ese mismo día, Slater y Rhyno se enfrentaron a The Ascension por los Campeonatos en Pareja de SmackDown, logrando retener los títulos.
Luego el 9 de octubre en No Mercy retuvieron los Campeonatos en Parejas de SmackDown Live, ante The Usos gracias a dos "Gores" de Rhyno una fuera del Ring y Otra Adentro Del Ring, A The Usos.El [TLC] 2016 Heath Slater y Rhyno perdieron los campeonatos ante [The WYATT Family], Gracias a que bray Wyatt distrae a rhyno cosa que Randy Oton aprovecha para apricar un RKO para llevarse la victoria y ser nuevos campeones en pareja de smack down. 
El 11 de abril de 2017, en el WWE Superstar Shake-up fue movido a RAW junto a su compañero de equipo Rhyno
El 3 de diciembre de 2018 en Raw, el gerente general interino Baron Corbin creó una lucha entre Heath Slater y Rhyno, donde el ganador se quedó en Raw y el perdedor fue despedido. Rhyno finalmente perdió el combate durante un descanso comercial después del combate y así disolviéndose su equipo oficialmente. Sin embargo le dieron el trabajo de un árbitro, y fue el árbitro de la lucha de Tables, Ladders & Chairs Match por el Campeonato Intercontinental de Seth Rollins contra Baron Corbin.

#### 2019-2020
En T.L.C fue el árbitro entre la lucha de Braun Strowman contra Baron Corbin, el cual se puso de lado de Strowman atacando a Corbin, luego del combate Slater recuperó su trabajo como luchador, gracias a que Corbin perdió su cargo como Gerente Interino de Raw.
El 24 de diciembre en Raw Slater se enfrentó a Jinder Mahal combate que terminó sin resultado debido a una interferencia de Santa Claus que era Rhyno regresando. En Raw víspera de año nuevo, junto a Rhyno fueron derrotados por Jinder Mahal & The Singh Brothers.
Luego iniciando el 2019 no aparacio en televisión, solo luchaba en House Shows hasta Wrestlemania 35 donde participó en el André the Giant Memorial Battle Royal pero fue eliminado por Titus O'Neil.
En el Main Event del 8 de mayo fue derrotado por Mojo Rawley. El Raw del 10 de junio intentó conseguir el Campeonato 24/7 sin éxito. Posteriormente iría a pedir más oportunidad en Raw pero fue atacado por McItyre luego una semana después fue detenido por Mojo Rawley por lo cual se pactó una lucha entre los dos en ese mismo Raw, pero el combate nunca ocurrió debido a la interferencia de R-Truth que escapaba de luchadores que querían el Campeonato 24/7, pero Slater logró cubrir a R-Truth y ganar el Título 24/7, su primer título individual pero no le duraría mucho ya que lo perdería segundos después contra R-Truth, y las siguientes semanas en Raw sería parte de la persecución por el Campeonato 24/7. Mientras en Main Event junto a Titus O'Neil tuvo victorias por equipos frente a EC3 & Eric Young.
Durante el Draft Suplementario se anunció que pasaría a formar parte del elenco de SmackDown. Volvió a aparecer en televisión en el SmackDown del 7 de febrero siendo derrotado por Daniel Bryan. Los dos tuvieron una revancha dos semanas después, donde Bryan fue una vez más el vencedor.
El 15 de abril fue despedido junto con otros miembros del personal de WWE debido a la crisis económica de WWE por la pandemia del Covid-19, sin embargo, debido a su cláusula de 90 días que expirará el 18 de julio de 2020 pudo tener una aparición más, el 6 de julio durante RAW cuando Dolph Ziggler lo invitó para que confrontara en su entonces excompañero de 3MB Drew McIntyre, y tuvo su combate prometido contra el, pero fue derrotado rápidamente.

### Impact Wrestling (2020-2023)
El 18 de julio de 2020 en Slammiversary Miller ahora conocido como Heath hizo su debut en Impact. Durante su promoción, declaró que estaba allí para un desafío abierto. Rohit Raju interrumpió la promoción e informó que el desafío abierto ya había sucedido y que no estará en el partido por el título mundial esta noche. Raju hizo referencia a la rápida derrota de Miller ante Drew McIntyre en RAW a principios de este mes, y dijo: "¡la última vez que estuviste en un partido por el título mundial, no duró mucho!" Miller rápidamente golpeó a Raju y lo golpeó con un DDT inverso antes de lanzarlo fuera del ring. Miller luego reveló su camiseta de " agente libre " para terminar el segmento. Luego, Heath correría con su excompañero de equipo, Rhino, en el backstage antes de que el ejecutivo de Impact, Scott D'Amore, le dijera que abandonara el edificio, ya que no era un empleado de Impact. En el episodio del 4 de agosto de Impact!, Heath hizo su debut en el ring desafiando a Moose por el Campeonato Mundial Peso Pesado de TNA y un lugar en la lista, pero fue derrotado. A pesar de esto, él y Rhino comenzaron una campaña "# Heath4IMPACT" para convencer a la compañía de que firmara a Heath, incluso consiguiendo el respaldo de celebridades de David Hasselhoff, Flava Flav, Nancy Kerrigan y Chuck Norris. 
En Victory Road, Heath y Rhino se unieron por primera vez en Impact, donde derrotaron a Reno Scum (Adam Thornstowe y Lustre the Legend). Tres días después, Scott D'Amore le ofreció un contrato a Heath. Sin embargo, las conversaciones contractuales fracasaron. D'Amore finalmente permitió que Heath y Rhino participaran en el combate Call Your Shot Gauntlet en Bound for Glory, y si cualquiera de los dos ganaba, Heath obtendría su contrato. Sin embargo, si ninguno de los dos ganaba, despedirían a Rhino. Durante el evento, Rhino ganó después de ingresar desde la posición número uno. Según los informes del backstage, estaba previsto que Heath ganara el partido, pero una lesión sufrida durante el partido obligó a Impact a cambiar el final con el mismo resultado.
En Hard To Kill, junto a Rich Swann, Willie Mack, Eddie Edwards, & Rhino derrotaron a The Good Brothers (Doc Gallows & Karl Anderson) & Violent by Design (Eric Young, Deaner & Joe Doering) en un Hardcore War. En el Impact! emitido el 24 de febrero, ingresa al dirigiéndose al Campeón Mundial de Impact Moose que "hay una guerra en IMPACT y que necesitan un líder para su cruzada contra Honor No More, porque su actual campeón no es nada para ellos", le asegura que el Título Mundial quiere estar en sus manos desde que pisó la compañía a lo que Moose le responde que no le importa nada ni nadie, ni siquiera IMPACT, ni los hijos de Heath, ni nadie, seguido Heath lo golpea en la cara y lo deja en la lona del ring, mientras celebra con el título en sus manos, después en backstage, Scott D' Amores confirmó que se enfrentará a Moose por el Campeonato Mundial de Impact en Sacrifice, la siguiente semana en el Impact! emitido el 3 de febrero, derrotó a Vincent, después del combate fue atacado por Honor No More, pero fue salvado por Team Impact!, sin embargo también fue atacado por Moose pero lo revirtió a un "Wake Up Call". En Sacrifice, se enfrentó a Moose por el Campeonato Mundial de Impact, sin embargo perdió.
El 27 de octubre de 2023, se informó que el contrato de Heath había expirado.

### Circuito independiente (2020-presente)
El 10 de octubre de 2020 en Xtreme Intense Championship Wrestling, Heath y Rhino derrotaron a DBA y Jaimy Coxxx para convertirse en XICW Tag Team Champions, su primer título desde que se convirtieron en los primeros campeones de SmackDown Tag Team Champions en 2016.

## Campeonatos y logros
- All Star Wrestling/ASW
  - ASW Heavyweight Championship (1 vez, actual)[25]

- Figure Wrestling Federation/FWF
  - FWF Interstate Championship (1 vez, actual)[26][27]

- Florida Championship Wrestling/FCW
  - FCW Florida Heavyweight Championship (1 vez)
  - FCW Southern Heavyweight Championship (1 vez)
  - FCW Florida Tag Team Championship (1 vez) – con Joe Hennig

- Georgia Championship Wrestling/GCW
  - GCW Columbus Championship (1 vez)[28]

- Impact Wrestling/IMPACT!
  - Impact World Tag Team Championship (1 vez) - con Rhino
  - Moment of the Year (2020) – debuting on Impact at Slammiversary, shared with the other returns and debuts that night[29]

- Insane Wrestling Revolution/IWR
  - IWR World Tag Team Championship (1 vez e inaugural) - Rhino
  - Insane Rumble (2023)[30]

- Lariato Pro Wrestling Guild/LPW
  - Lariato Pro Championship (1 vez)[31]

- Squared Circle Expo/SCE
  - SCX Tag Team Championship (1 vez, actual) - con Rhino

- World Wrestling Entertainment/WWE
  - WWE 24/7 Championship (1 vez)
  - WWE Tag Team Championship (3 veces) - con Justin Gabriel
  - SmackDown Tag Team Championship (1 vez y primero) - con Rhyno
  - SmackDown Tag Team Championship Tournament (2016) – con Rhyno
  - Slammy Award (1 vez)
    - Shocker of the Year (2010) The debut of The Nexus[32]

- Xtreme Intense Championship Wrestling/XICW
  - XICW Tag Team Championship (1 vez, actual) – con Rhino[33]

- Pro Wrestling Illustrated
  - Feudo del año (2010) – con The Nexus vs. WWE[34]
  - Luchador más odiado del año (2010) – con The Nexus[35]
  - Situado en el Nº193 en los PWI 500 de 2008[36]
  - Situado en el Nº192 en los PWI 500 de 2009[37]
  - Situado en el Nº100 en los PWI 500 de 2010[38]
  - Situado en el Nº66 en los PWI 500 de 2011[39]
  - Situado en el Nº109 en los PWI 500 de 2012[40]
  - Situado en el Nº140 en los PWI 500 de 2013[41]
  - Situado en el Nº177 en los PWI 500 de 2014[42]
  - Situado en el Nº189 en los PWI 500 de 2015[43]
  - Situado en el Nº212 en los PWI 500 de 2016[44]
  - Situado en el N°107 en los PWI 500 de 2017[45]